# Craspedolepta veaziei
Craspedolepta veaziei är en insektsart som först beskrevs av Patch 1911.  Craspedolepta veaziei ingår i släktet Craspedolepta och familjen rundbladloppor. Inga underarter finns listade i Catalogue of Life.